# Шестте мислещи шапки
Шестте мислещи шапки е психологически подход, създаден от Едуард де Боно, който е специалист в сводничеството, който се използва за разрешаване на различни групови или индивидуални проблеми чрез дискутиране, включвайки шест различно оцветени шапки. Едноименната книга, свързана с идеята за паралелното мислене, представя подход за групово планиране на процесите чрез всеобщо и детайлно обмисляне, чрез което се постига по-голяма ефективност на процеса.
От 2005 г. „Шестте мислещи шапки“ намират приложение и в Британската иновационна агенция, като подходът не само е предложен на частните компании, но е и въведен в някои публични сектори с цел улесняване на мениджмънта.

## Принципи на похвата
В основата на похвата е начинът на мислене на човешкия мозък. Той мисли по редица различни начини, анализирайки наличните данни. Де Боно ги разграничава на шест главни категории, като смята, че всяка категория може да бъде умишлено провокирана. Всяка насока на мислене не е напълно естествена, самостоятелно съществуваща, а е само част от комплексното мислене на човешкия мозък. Затова всяка насока се ползва за кратък период от време. Идеята е да се провокира и усили всяка конкретна част, чрез което се намират нови аспекти на проблема и нови негови решения.
Всъщност, шестте шапки не са толкова от значение за използването на похвата, те по-скоро подсилват насоката на мислене и се използват като метафора за аспекта на мислене. Разделението на шапките по цветове е просто за придобиване на по-добра представа, на по-ясно сегментиране на мисленето. Шестте шапки са разделени по следния начин:
- Информационната бяла шапка – Тя е чисто статистическият аспект на проблема, не добавя информация, а анализира и обобщава всичко казано до нея, като посочва реалните измерения на проблема.
- Мениджърската синя шапка – Тя е шапката, която представя проблема пред останалите, причините за дискусията и крайните цели. Целта ѝ също е да напътства събирането и да го ръководи.
- Емоционалната червена шапка – Нейната цел е да дава бързи, прости отговори и решения, базирани чисто на емоционална и инстинктивна гледна точка. Не трябва да ги обосновава или оправдава.
- Креативната зелена шапка – нейната цел е да дава решения на въпросите по креативен начин, да мисли „извън кутията“, да търси нови иновативни начини.
- Оптимистичната жълта шапка – целта ѝ е да подчертава добрите качества на решенията, да търси ползите от представените решения. Да търси позитивните страни на ситуацията.
- Негативната черна шапка – тя е тази, която трябва да гледа реалистично на нещата, да показва защо дадените решения не са приемливи, какви са техните рискове и да предизвиква по-предпазлив подход към идеите.

Този подход помага на участниците да пренебрегнат егото, като ги кара насила да мислят по по-различен начин. Това е важно, защото когато човек не харесва една идея, той няма да мисли много за ползите ѝ. Това е така, защото ако намерите достатъчно добри аспекти, правещи идеята приемлива, то тогава вие ще сте „загубил“ в спора. Този метод използва егото на човека, срещу самото му его, защото даденият мениджър не иска да покаже, че не може да мисли по даден начин. 

## Начин на ползване
Този подход е използван от редица компании, включително и „Спидо“ – най-голямата компания за плувна екипировка. Те използват подхода за разработване на нови плувни костюми.
Похватът се използва по следния начин: всяка шапка има няколко минути, за да изрази мнението и идеите си. Изключение прави само червената, която трябва да отговори в рамките на няколко секунди, за да е сигурно, че отговорът е инстинктивен (така шапката реагира изцяло емоционално и няма време да осмисли отговорите си). Смята се, че крайния резултат ще е по-добър, защото се комбинират похватът за разграниченото мислене с похвата за бързото мислене на Малкълм Гладуел.
Шестте шапки може да се използват на няколко етапа в процеса на решаване на проблемите. Първо, шестте шапки могат да се ползват в началото на срещата, за да се проучи възникналия проблем. След това – да се разработят алтернативни решения; и накрая – за да се избере конкретно решение.
Създателят на похвата има също и методика за неговото изследване – първо, срещата се започва от Синята шапка, която разяснява какъв е проблемът, как точно ще се проведе събранието, какви са крайните цели и кои задачи са приоритетни. След това е ред на Червената шапка, която емоционално ще предложи решения, важно е тя да е втора, за да не може да анализира допълнително информацията. След това беседата може да премине към Жълтата или Зелената шапка, за да се генерират допълнителни идеи. След това Бялата шапка разяснява наличната информация и обобщава решенията, а Черната шапка дава своята градивна критика към предходните идеи.
Едуард де Боно смята, че при използването на Шестте мислещи шапки, групата трябва да мисли колективно, под „една шапка“, във всеки даден момент. Когато всички са съсредоточени върху даден аспект, сътрудничеството донася по-добри и по-пълни резултати, от колкото когато всеки член на групата е разделен в дадена категория. Единствено Синята шапка трябва да е по-самостоятелна и постоянна, защото тя трябва да следи как протича процеса и дали похватът се ползва по ефективен начин.

## Литературни източници
- Edward de Bono. Six Thinking Hats (1985) ISBN 0-316-17831-4;
- Едуард де Боно. Шест мислещи шапки (2010)ISBN 9-544-74544-8;